# Ngaanyatjarra
Ngaanyatjarra är en australisk aboriginsk dialektgrupp som talas i Västra öknen. "Ngaanya" betyder bokstavligt "denna" och "tjarra" betyder "med" och därmed betyder namnet: "de som använder Ngaanya för att säga 'denna'". Granndialektgrupper kallas för Ngaatjatjarra (använder ngaatja) eller Nyangatjatjarra (använder nyangata). 
Den västra öknens kulturella block täcker cirka 600 000 kvadratkilometer med fler än 40 liknande dialektgrupper. Bland dem finns Pitjantjatjara, Yankunytjatjara, Pintupi, Mardu osv. Alla dialektgrupper talar en dialekt av ett gemensamt språk som kallas för Wati (eller Västra ökenspråk), vilket i sig själv inte talas. "Wati" betyder bokstavligt "invigd man" och används av lingvister för denna grupp dialekter, eftersom de alla verkar använda detta ord med samma semantik.